# IText
iText es una biblioteca Open Source para crear y manipular archivos PDF, RTF, y HTML en Java. Fue escrita por Bruno Lowagie, Paulo Soares, y otros; está distribuida bajo la Affero General Public License.
El mismo documento puede ser exportado en múltiples formatos, o múltiples instancias del mismo formato. Los datos pueden ser escritos a un fichero o, por ejemplo, desde un servlet a un navegador web.
Más recientemente, ha sido extendida a una biblioteca PDF de propósito general, capaz de rellenar formularios, mover páginas de un PDF a otro, y otras cosas. Estas extensiones son a menudo mutuamente excluyentes. Una clase te permite rellenar en formularios, mientras una clase diferente e incompatible hace posible copiar páginas de un PDF a otro.
El soporte de PDF de iText es, sin embargo, bastante extensivo. Esto soporta firmas basadas en PKI de PDF, cifrado de 40-bit y 128-bit, corrección de colores, PDF/X, gestión de colores por perfiles ICC, y es anfitriona de otras características.

## Adaptaciones de iText a otros lenguajes
iTextSharp es una adaptación a C# de iText. La adaptación fue escrita originalmente por Gerald Henson, pero ahora está mantenida por uno de los principales desarrolladores de iText, Paulo Soares.
- iTextSharp home page
- iTextSharp @ SourceForge

- Datos: Q285113